# Melampodium
Melampodium (hrv. melampodium, lat. Melampodium) biljni je rod glavočika (Asteraceae) iz podtribusa Melampodiinae, dio tribusa Millerieae. Pripada mu četrdesetak priznatih vrsta rasprostranjenih od Sjeverne preko Srednje do južne Amerike
Opisan je u  Sp. Pl.: 921 (1753).

## Vrste
1. Melampodium americanum L.
2. Melampodium appendiculatum B.L.Rob.
3. Melampodium arenicola B.L.Rob.
4. Melampodium argophyllum S.F.Blake
5. Melampodium aureum Brandegee
6. Melampodium bibracteatum S.Watson
7. Melampodium cinerascens S.F.Blake
8. Melampodium cinereum DC.
9. Melampodium cornutum S.F.Blake
10. Melampodium costaricense Stuessy
11. Melampodium cupulatum A.Gray
12. Melampodium dicoelocarpum B.L.Rob.
13. Melampodium diffusum Cass.
14. Melampodium divaricatum (Rich.) DC.
15. Melampodium elottianum B.L.Turner
16. Melampodium glabribracteatum Stuessy
17. Melampodium glabrum S.Watson
18. Melampodium gracile Less.
19. Melampodium leucanthum Torr. & A.Gray
20. Melampodium linearilobum DC.
21. Melampodium longicorne A.Gray
22. Melampodium longifolium Cerv. ex Cav.
23. Melampodium longipes (A.Gray) B.L.Rob.
24. Melampodium longipilum B.L.Rob.
25. Melampodium mayfieldii B.L.Turner
26. Melampodium microcephalum Less.
27. Melampodium mimulifolium B.L.Rob.
28. Melampodium moctezumum B.L.Turner
29. Melampodium montanum Benth.
30. Melampodium nayaritense Stuessy
31. Melampodium northingtonii B.L.Turner
32. Melampodium nutans Stuessy
33. Melampodium paniculatum Gardner
34. Melampodium parvulum Brandegee
35. Melampodium perfoliatum (Cav.) Kunth
36. Melampodium pilosum Stuessy
37. Melampodium pringlei B.L.Rob.
38. Melampodium repens Sessé & Moç.
39. Melampodium rosei B.L.Rob.
40. Melampodium sericeum Lag.
41. Melampodium sinaloense Stuessy
42. Melampodium sinuatum Brandegee
43. Melampodium strigosum Stuessy
44. Melampodium tenellum Hook. & Arn.
45. Melampodium tepicense B.L.Rob.

## Sinonimi
- Alcina Cav.; Icon. 1: 10 (1791)
- Camutia Bonat. ex Steud.; Nomencl. Bot., ed. 2, 1: 273 (1840)
- Cargila Raf.; Autik. Bot.: 11 (1840)
- Dysodium Rich.; Syn. Pl. 2: 489 (1807)
- Zarabellia Cass.; Cuvier, Dict. Sci. Nat. ed. 2. 59: 240 (1829)